# خيسوس مورينو
خيسوس مورينو (بالإسبانية: Jesús Alberto Moreno)‏ (3 مايو 1990 في المكسيك - ) هو لاعب كرة قدم مكسيكي في مركز الهجوم. لعب مع نادي أمريكا ونادي تشياباس ونادي سان لويس وAlebrijes de Oaxaca ‏.

## وصلات خارجية
- خيسوس مورينو على موقع Soccerway.com (الإنجليزية)
- خيسوس مورينو على موقع AS.com (الإسبانية)